# Staatscommissie
Een staatscommissie is binnen het Nederlandse staatsrecht een ad-hocadviesorgaan dat door de Kroon is ingesteld, en grotendeels uit niet-ambtenaren bestaat. Het Koninklijk Besluit waarbij de staatscommissie is ingesteld beschrijft als enige de functieomschrijving van de staatscommissie in kwestie.
In het verleden bestonden zij veelal uit (ex-)politici en academici, al waren er voldoende uitzonderingen daarop (bijvoorbeeld met alleen politici, of met leden 'uit de praktijk'). Opvallend is dat de door het kabinet-Balkenende IV ingestelde Staatscommissie-Thomassen (vrijwel) uitsluitend uit wetenschappers bestond. Het instrument staatscommissie wordt vaak gebruikt voorafgaand aan een grondwetsherziening.
Voor wat betreft grondwetgerelateerde vraagstukken verschilden de resultaten van de werkzaamheden van de diverse commissies nogal. De voorstellen van de Staatscommissie-Thorbecke werden grotendeels overgenomen en korte tijd later tot wet verheven. In 1917 leidden de adviezen van twee commissies tot een beperkte, maar wel zeer belangrijke Grondwetsherziening. Bij de - overigens niet unanieme - aanbevelingen die de Staatscommissie-Cals/Donner (1967-1971) deed, was dat echter veel minder het geval. Feitelijk zijn alle adviezen sinds 1917 over staatkundige vernieuwing, zoals over invoering van een referendum, een andere wijze van grondwetsherziening, de positie van de Eerste Kamer of een gekozen formateur, zonder resultaat gebleven. Dat was (vooralsnog) ook het geval met adviezen van de Commissie-De Koning (1991) en van de Nationale conventie (2006, formeel geen staatscommissie).

## Overzicht staatscommissies
(chronologisch, niet uitputtend)
| Naam commissie | Voorzitter                                                       | Overige leden | Onderwerp | Periode          | Koninklijk Besluit                           | Rapport                                                                                              | Opmerkingen | Bronnen     | Wikidata           |
| --- | ---------------------------------------------------------------- | --- | --- | ---------------- | -------------------------------------------- | --- | --- | ----------- | ------------------ |
| Staatscommissie-Repelaer van Driel |                                                                  | | herziening van regelingen met betrekking tot het almaar groeiende ambtenarenapparaat | 1818-?           | 01-08-1818, Litt. F.F                        | | Dit was een geheime staatscommissie |             |                    |
| |                                                                  | | Het herinvoeren van bepalingen rond huiszittende armen | 1822-?           | 03-01-1822 no.36                             | | | [ 3 ]       |                    |
| Staatscommissie-Roëll | Willem Frederik Röell                                            | | Het onderzoeken van de toestand van de landbouw, met betrekking tot de prijs van granen, te onderzoeken | 1822-1824        | 07-03-1822                                   | | | [ 4 ]       |                    |
| Staatscommissie inzake het hoger onderwijs |                                                                  | o.a. Donker Curtius van Tienhoven | Hoger onderwijs | rond 1828        |                                              | | |             |                    |
| Staatscommissie ter beraming van een ontwerp van afscheiding van Nederland en België onder dezelfde dynastie                                            |                                                                  | o.a. Donker Curtius van Tienhoven | beraming van een ontwerp van afscheiding van Nederland en België onder dezelfde dynastie | 1830             |                                              | | |             |                    |
| Staatscommissie omtrent de reclames ten aanzien der abuizen, die zich in kadastrale werkzaamheden voordoen                                              | Anton Joseph Lambert Borret                                      | o.a. Cats, de la Court, de Jonge, van Lynden van Hemmen, van Nes van Meerkerk | reclames ten aanzien der abuizen, die zich in kadastrale werkzaamheden voordoen | 1833-?           |                                              | | |             |                    |
| Staatscommissie ter overweging van de vraag in hoeverre er termen aanwezig zijn om ook in dit Rijk ijzeren spoorwegen tot stand te brengen              |                                                                  | o.a. Van Rijckevorsel, Rochussen | De vraag in hoeverre er termen aanwezig zijn om ook in dit Rijk ijzeren spoorwegen tot stand te brengen | 1836-?           |                                              | | |             |                    |
| Staatscommissie tot onderzoek der vroegere ontwerpen ter afleiding der rivierwateren en voorkoming van overstroomingen                                  |                                                                  | o.a. Donker Curtius van Tienhoven | vroegere ontwerpen ter afleiding der rivierwateren en voorkoming van overstroomingen | 1837             |                                              | | |             |                    |
| Staatscommissie inzake de financiële gevolgen van de overeenkomst met België                                                                            |                                                                  | o.a. Van Asch van Wijck, Van de Poll | Financiële gevolgen van de overeenkomst met België | 1839 - 1841      |                                              | | |             |                    |
| Staatscommissie tot onderzoek van de rekening der koloniale remises                                                                                     |                                                                  | o.a. Van Asch van Wijck | onderzoek van de rekening van de koloniale remises | 1841             |                                              | | Mogelijk dezelfde commissie als die uit 1842, 1844 |             |                    |
| Staatscommissie herziening strafrecht en rechtspleging van land- en zeemacht                                                                            |                                                                  | o.a. Nedermeyer van Rosenthal | herziening strafrecht en rechtspleging van land- en zeemacht | 1841-?           |                                              | | |             |                    |
| Staatscommissie tot onderzoek van de rekening der koloniale remises                                                                                     |                                                                  | o.a. Van Panhuys | onderzoek van de rekening van de koloniale remises | 1842             |                                              | | |             |                    |
| Staatscommissie inzake pensionering der ambtenaren |                                                                  | o.a. Van Rechteren van Appeltern | pensionering van ambtenaren | 1842-?           |                                              | | |             |                    |
| Staatscommissie tot onderzoek van de rekening der koloniale remises                                                                                     |                                                                  | o.a. Van Panhuys, Van Rappard | onderzoek van de rekening van de koloniale remises | 1844             |                                              | | |             |                    |
| Staatscommissie tot onderzoek van de rekening der koloniale remises                                                                                     |                                                                  | o.a. De Man | onderzoek van de rekening van de koloniale remises | 1846             |                                              | | |             |                    |
| Grondwetscommissie-Thorbecke | Johan Rudolph Thorbecke                                          | | Grondwetsherziening van 1848 | 1848             |                                              | | |             |                    |
| Staatscommissie herziening wetten en verordeningen betrekkelijk de geneeskundige staatsregeling en uitoefening der onderscheiden takken van geneeskunde |                                                                  | o.a. Godefroi | herziening wetten en verordeningen betrekkelijk de geneeskundige staatsregeling en uitoefening der onderscheiden takken van geneeskunde | 1848-?           |                                              | | |             |                    |
| Staatscommissie voor de Indische delfstoffen |                                                                  | o.a. Van Rijckevorsel | Indische delfstoffen | 1850             |                                              | | |             |                    |
| Staatscommissie jaarlijks onderzoek koloniale financiën                                                                                                 |                                                                  | o.a. Dirks | jaarlijks onderzoek koloniale financiën | 1852             |                                              | | |             |                    |
| Staatscommissie onderzoek koloniale remises |                                                                  | o.a. Lotsy | onderzoek koloniale remises | 1853             |                                              | | |             |                    |
| Staatscommissie voor de Slavenemancipatie | Jean Chrétien Baud                                               | Bosch Reitz, Brugmans, Esser, Fiers Smeding, Groen van Prinsterer, Heemskerk Bzn., Van Raders, Rijk | Het doen van voorstellen voor de emancipatie van slaven in de Nederlandse koloniën | 1853 - 1856      |                                              | | |             |                    |
| Staatscommissie voor de nieuwe rechterlijke organisatie                                                                                                 | Frederik van Rappard                                             | | nieuwe rechterlijke organisatie | 1853-?           |                                              | | |             |                    |
| Staatscommissie onderzoek koloniale remises |                                                                  | o.a. Lotsy | onderzoek koloniale remises | 1854             |                                              | | |             |                    |
| Staatscommissie onderzoek wetten omtrent de zeevisserij                                                                                                 |                                                                  | o.a. Gerrit de Vries Azn | Wetten omtrent de zeevisserij | 1854-?           |                                              | | |             |                    |
| Staatscommissie wijziging Wetboek van burgerlijke rechtsvordering                                                                                       | Frederik van Rappard                                             | | wijziging Wetboek van burgerlijke rechtsvordering | 1854             |                                              | | |             |                    |
| Staatscommissie over het tegengaan van de omloop van vreemde specerijen in ons land                                                                     |                                                                  | o.a. Van Rappard | het tegengaan van de omloop van vreemde specerijen in ons land | 1855             |                                              | | |             |                    |
| Staatscommissie tot onderzoek van de zaken der Maatschappij van Weldadigheid                                                                            | Frederik van Rappard                                             | o.a. Dirks | Maatschappij van Weldadigheid | 1855 - 1859      |                                              | | |             |                    |
| Staatscommissie onderzoek gevolgen aanleg Suezkanaal |                                                                  | o.a. Van Rijckevorsel | Gevolgen van de aanleg van het Suezkanaal | 1856-?           |                                              | | |             |                    |
| Staatscommissie onderzoek algemene rekeningen der koloniale remises                                                                                     |                                                                  | o.a. De Vries Azn | Onderzoek algemene rekeningen van de koloniale remises | 1864-1865        |                                              | | |             |                    |
| Staatscommissie van advies inzake de verdeling van de lasten voor gewoon en buitengewoon onderhoud der zeeweringen van calamiteuze polders in Zeeland   | Gerrit de Vries Azn                                              | | De verdeling van de lasten voor gewoon en buitengewoon onderhoud der zeeweringen van calamiteuze polders in Zeeland | 1867-1869        |                                              | | |             |                    |
| Staatscommissie-Boot | Cornelis Hendrik Boudewijn Boot                                  | o.a. Mutsaers | herziening wetgeving eigendomsoverdracht van onroerende goederen, het hypotheekstelsel en notariaat | 1867-1870        |                                              | | |             |                    |
| Staatscommissie onderzoek van bezwaren tegen de werking tot vorming der Nieuwe Merwede                                                                  | Gerrit de Vries Azn                                              | | Bezwaren tegen de werking tot vorming van de Nieuwe Merwede | 1869-1870        |                                              | | |             |                    |
| Staatscommissie over het plan tot indijken, droogmaken en in cultuur brengen van het zuidelijk deel der Zuiderzee                                       | Gerrit de Vries Azn                                              | | Het plan tot indijken, droogmaken en in cultuur brengen van het zuidelijk deel van de Zuiderzee | 1870-1872        |                                              | | |             |                    |
| Staatscommissie voor de zamenstelling van een wetboek van strafrecht                                                                                    | Johan de Wal                                                     | W.F.G.L. François (1870-1872), A.A. de Pinto (secretaris), M.S. Pols, A.E.J. Modderman, G.J.Th. Beelaerts van Blokland (adjunct-secretaris 1871-), J.J. Loke (1872- verving François) | Samenstellen van een ontwerp voor een nieuw Wetboek van Strafrecht | 1870-1875        | 28 september 1870, no. 21                    | 13 mei 1875                                                                                          | Ook bekend als 'Commissie De Wal' | [ 6 ]       |                    |
| Staatscommissie-Stieltjes | T.J. Stieltjes                                                   | | | 1873-1873        | 8 februari 1873 no.8                         | | Commissie tot onderzoek en beantwoording van eenige vraagpunten het Noordzeekanaal betreffende                                                                    |             |                    |
| Staatscommissie onderzoek naar de tegenwoordige toestand van het Zwolsche Diep                                                                          | Gerrit de Vries Azn                                              | | De toestand van het Zwolse Diep | 1878-1879        |                                              | | |             |                    |
| Staatscommissie tot herziening van het Wetboek van Koophandel                                                                                           |                                                                  | | Herziening van het Wetboek van Koophandel | 1879-?           | 22-11-1879 no.26                             | | in ieder geval tot 1882 |             |                    |
| Staatscommissie vicarie-stichtingen |                                                                  | | de voorbereiding van een wettelijke regeling van het onderwerp der vicarie-stichtingen | 1880-?           | 28-02-1880 no.7                              | | in ieder geval tot 1882 |             |                    |
| Staatscommissie tot herziening van het Burgerlijk Wetboek                                                                                               | Julius Jacobus van Meerbeke                                      | o.a. E.W. Guljé | Herziening van het Burgerlijk Wetboek | 1880-?           | 28-02-1880 no.8                              | | in ieder geval tot 1882 |             |                    |
| Staatscommissie-Kalff | Jacob Kalff                                                      | | Notariële examens | 1880-?           |                                              | | |             |                    |
| Staatscommissie-Heemskerk | Jan Heemskerk                                                    | Asser, Beelaerts van Blokland, Binkes, Buys, Cremers, Farncombe Sanders, Lintelo de Geer van Jutphaas, Van Naamen van Eemnes, Van Nispen tot Sevenaer, Röell, De Savornin Lohman, Van der Star, Tellegen, Verheyen, De Vries Azn.                                                                    | Grondwetsherziening van 1887, waaronder uitbreiding van het kiesrecht | 1883 - 1884      |                                              | | |             | d:Q2351131         |
| Staatscommissie inzake de toestand van de landbouw |                                                                  | o.a. Borret | Toestand van de landbouw | 1886 - 1890      |                                              | | ook wel: "Landbouwcommissie" |             |                    |
| Staatscommissie-Bergansius |                                                                  | o.a. Reuther | voorbereiding van de dienstplichtwet | 1888-1890        |                                              | | |             |                    |
| Staatscommissie inzake de werkliedenverzekering I |                                                                  | o.a. Heydenrijck | werkliedenverzekering | 1881-1884        |                                              | | |             |                    |
| Staatscommissie-Kappeyne van de Coppello | Jan Kappeyne van de Coppello                                     | o.a. Van Humalda van Eysinga | Administratieve rechtspraak | 1891-1894        | 16-09-1891 no.14                             | | |             | Q19930367          |
| Staatscommissie voor de Waterstaatswetgeving | o.a. Gerrit de Vries Azn, mr. E. Fokker                          | o.a. Schepel, Van Gelein Vitringa, Bosch van Rosenthal, Sandberg, Sijbenga, Wouda, Lovink, De Vos van Steenwijk, Scheltema, Van der Pot Bz., Rooseboom, Scheltema Jz., Bongaerts | Waterstaatwetgeving | 1892-?           | 21-04-1892 no.4                              | | Bestond in ieder geval tot 2000. Opnieuw ingesteld per 1997 | [ 7 ] [ 8 ] |                    |
| Staatscommissie voor de herziening van het Indisch privaat- en strafrecht                                                                               |                                                                  | o.a. du Mosch, Collard, van der Zwaan, Koster, Winkelman, Boekhoudt, Sonneveld | herziening van het Indisch privaat- en strafrecht | 1892-?           | 30-07-1892 no.36                             | | Bestond in ieder geval tot 1925 | [ 9 ]       |                    |
| Staatscommissie inzake de afsluiting en droogmaking van de Zuiderzee                                                                                    |                                                                  | | | 1892-?           | 08-09-1892 no.21                             | | | [ 10 ]      |                    |
| Staatscommissie begrafenisfondsen | Legerbeke, Dijkmans, Molengraaff                                 | | Werking van begrafenisfondsen en levensverzekeringsbedrijf | 1892-1897        | 1892-04-04 no.20 1895-01-10 no.1             | | Taak verruimd om het hele levensverzekeringsbedrijf te omvatten.                                                                                                  | [ 11 ]      |                    |
| Staatscommissie-Van Heek |                                                                  | o.a. Lovink | Onderzoek naar bevloeiing van gronden | 1893-?           |                                              | | |             |                    |
| Staatscommissie inzake de drinkwatervoorziening in Amsterdam                                                                                            | Kromhout, Rutgers van Rozenburg                                  | | De drinkwatervoorziening binnen de stelling van Amsterdam in tijden van oorlog | 1895-1899        | 1895-01-16 no.23                             | | |             |                    |
| Staatscommissie inzake de comptabiliteit der rijkswerven                                                                                                | Gerardus Jacobus Goekoop                                         | | comptabiliteit van de Rijkswerven en de overzichtelijkheid van de marinebegroting. | 1895-1898        | 1895-01-18 no.18                             | | |             |                    |
| Staatscommissie inzake de werkliedenverzekering II / Staatscommissie-Pijnacker Hordijk                                                                  | Cornelis Pijnacker Hordijk                                       | o.a. Hintzen, Schaepman | werkliedenverzekering | 1895-1898        | 1895-07-31 no.21                             | | | [ 12 ]      |                    |
| Staatscommissie-Conrad | Conrad                                                           | | waterweg van Dordrecht naar zee bevaarbaar maken of houden | 1896-1897        | 1896-04-04 no.19                             | | |             |                    |
| Staatscommissie voor het internationaal privaatrecht | o.a. B.C.J. Loder, Offerhaus, Kosters, Teun Struycken, Paul Vlas | zie Lijst van leden van de Staatscommissie voor het internationaal privaatrecht | wetgeving inzake onderwerpen van internationaal privaatrecht | 1897 - heden     | 1897-02-20 no.1                              | | (semi-)permanente commissie | [ 8 ] [ 9 ] |                    |
| Staatscommissie-Havelaar | Havelaar                                                         | | aanleg, gebruik en exploitatie van telegrafische en telefonische geleidingen | 1897-1900        | 1897-09-17 no.22                             | | |             |                    |
| Staatscommissie inzake verontreiniging van openbare wateren                                                                                             | Van Lynden                                                       | | maatregelen tegen verontreiniging van openbare wateren | 1897-1901        | 1897-10-18 no.32                             | | |             |                    |
| Staatscommissie voor de Nederlandse burgerlijke wetgeving                                                                                               |                                                                  | | voorbereiding van wet- en regelgeving met betrekking tot nationaliteiten | 1897-1986        |                                              | | in ieder geval actief tot na 1945. Mogelijk gewijzigd van naam rond 1919 en 1946. Is opgevolgd in 1986 door de "adviescommissie voor het burgerlijk procesrecht". |             |                    |
| ? |                                                                  | | approviandering Stelling van Amsterdam? | 13-12-1900 no.50 |                                              | | | [ 14 ]      |                    |
| ? |                                                                  | | approviandering Stelling van Amsterdam? | 24-02-1902 no.24 |                                              | | | [ 14 ]      |                    |
| Ineenschakelingscommissie-Woltjer |                                                                  | o.a. de Visser | reorganisatie van het onderwijs | 1903-1910        |                                              | | |             |                    |
| Staatscommissie van Enquête omtrent het Spoorwegpersoneel                                                                                               |                                                                  | | | 1903-1904        |                                              | | |             |                    |
| Staatscommissie-Godin de Beaufort |                                                                  | o.a. Hintzen | financiële toestand van de gemeenten | 1903-1906        |                                              | | |             |                    |
| Staatscommissie-Van Zinnicq Bergmann | Emilius Henricus Josephus Maria van Zinnicq Bergmann             | | de jacht | 1904 - 1910      |                                              | | Van Zinnicq Bergmann overleed in 1908. |             |                    |
| Staatscommissie-De Beaufort (1905-1906) | Willem Hendrik de Beaufort                                       | Fokker, de Louter, Oppenheim, Ruijs de Beerenbrouck, de Savornin Lohman, Willinge | De invulling van kiesrechtuitbreiding | 1905 - 1906      |                                              | | De commissie kwam niet tot een uitwerking van haar voorstellen.                                                                                                   |             |                    |
| Staatscommissie-Lovink |                                                                  | | Landbouw; economische toestand van de landarbeiders | 1906-?           |                                              | | |             |                    |
| Staatscommissie van Enquête omtrent het Tramwegpersoneel                                                                                                | A.S. Talma S. Laman Trip                                         | | | 1906-1909        | 29-05-1906, nummer 53                        | 1909                                                                                                 | | [ 15 ]      |                    |
| Staatscommissie-Voorkoming Scheepsrampen | J.L.A. Salverda de Grave                                         | | | 1906-1907        | 24-08-1906 nummer 80                         | | | [ 16 ]      |                    |
| Staatscommissie-De Marez Oyens | Johannes Christiaan de Marez Oyens                               | o.a. Van Doorn, Truijen | Explotatie spoorwegen | 1908-1911        |                                              | | |             |                    |
| Staatscommissie-Kraus |                                                                  | o.a. Hubrecht | de toegang van Nederland door het Noordzee-kanaal | 1909-1911        |                                              | | |             |                    |
| Staatscommissie-Treub |                                                                  | o.a. Hermans, Jannink, de Visser | de werkloosheid | 1909-1914        |                                              | | |             |                    |
| Staatscommissie-Heemskerk | Theo Heemskerk                                                   | van Citters, Cort van der Linden, van Doorn, Drucker, van der Feltz, van Idsinga, Kuyper, Loeff, van Lynden van Sandenburg, van Nispen tot Sevenaer, Nolens, Oppenheim, Reekers, de Savornin Lohman, Troelstra, Tydeman, van de Velde                                                                | Uitbreiding van het kiesrecht en het onderwijsartikel van de Grondwet. | 1910 - 1912      |                                              | | Kwam niet tot een eensluidend advies |             |                    |
| Staatscommissie-De Beaufort (1910-1912) | Willem Hendrik de Beaufort                                       | o.a. Van Doorn | Grondwetsherziening | 1910-1912        |                                              | | |             |                    |
| Staatscommissie-Bos (1910) |                                                                  | o.a. Jannink | Drinkwatervoorziening | 1910-1913        |                                              | | |             |                    |
| Staatscommissie-Van Leeuwen |                                                                  | o.a. Charles Ruijs de Beerenbrouck | De inwendige organisatie van de departementen van Algemeen Bestuur | 1910-1912        | 10-08-1910 no.26                             | | | [ 10 ]      |                    |
| Staatscommissie-Limburg |                                                                  | o.a. Jannink | Redactie der bepalingen omtrent de ouderlijke macht en de voogdij | 1910-?           |                                              | | |             |                    |
| Staatscommissie-Van Vuuren / Legercommissie | Adrianus Cornelis Antonie van Vuuren                             | Duymaer van Twist, De Kanter, Ter Laan, Oud, De Vos van Steenwijk, Blomjousadviserend: de Josselin de Jong, von Schmid, Loeff, Diehl | Inrichting van de weermacht | 1910-?           | 12-12-1910 no.56                             | | | [ 8 ] [ 9 ] |                    |
| Staatscommissie-Gratama |                                                                  | o.a. Anema | voorbereiding van de herziening van het Wetboek van Burgerlijke Rechtsvordering | 1911-?           |                                              | | |             |                    |
| Staatscommissie-Bekaar/Jolles |                                                                  | | | 1911-?           | 10-11-1911, nr. 30                           | | |             |                    |
| Staatscommissie-Bos | Dirk Bos                                                         | De Beaufort, Ketelaar, Ter Laan, De Meester, Van der Molen, Nolens, Roodhuyzen, De Savornin Lohman, Troelstra, Tydeman, Van Veen, Van der Voort van Zijp, Van Wijnbergen | De regeling van de subsidiëring van het bijzondere onderwijs | 1913 - 1916      | 31-12-1913, no.10                            | | Het rapport leidde tot een Grondwetsherziening van 1917 |             | d:Q14740345        |
| Staatscommissie-Oppenheim | Jacques Oppenheim                                                | Loeff, De Geer, Van Gelein Vitringa, Van Gilse, Koolen, Van Lynden van Sandenburg, Nijpels, Rink, Vliegen | Het nieuwe kiesstelsel | 1913 - 1914      |                                              | | Het advies van de staatscommissie leidde tot invoering van het algemeen mannenkiesrecht en evenredige vertegenwoordiging.                                         |             | d:Q19930314        |
| Staatscommissie-Stieltjes-Van der Vegt | Emil Hendrik Stieltjes (tot zijn dood in 1923)                   | Stieltjes, van der Vegt (plv vz), Rosenwald, Burgdorffer,Huysinga de Jong, Kalff, Marinkelle, de Roode | Ter voorbereiding van werken welke ter verbetering van het spoorwegverkeer, het stadsverkeer en het verkeer te water in verband met de daarmee samenhangende handelsbeweging in en nabij Rotterdam | 1914-1925        | 19-03-1914 no.21                             | | | [ 9 ]       |                    |
| Staatscommissie-Salverda de Grave |                                                                  | | | 1916-?           | 04-12-1916, nr. 48                           | | |             |                    |
| Staatscommissie-Dresselhuys |                                                                  | o.a. Charles Ruijs de Beerenbrouck | Rechtstoestand van de ambtenaar | 1917-1918        |                                              | | |             |                    |
| Staatscommissie-Ruijs de Beerenbrouck | Charles Ruijs de Beerenbrouck                                    | Anema, de Geer, Kappeyne van de Coppello, Limburg, Rink, Schaper, Struycken | mogelijke verandering van de Grondwet ten aanzien van de troonopvolging, de Staten-Generaal (met name de wijze van verkiezing van de Eerste Kamer), het volksinitiatief, het referendum en de instelling van nieuwe publiekrechtelijke lichamen                                                                             | 1918 - 1920      |                                              | | |             |                    |
| Staatscommissie sleeptank | A.D. Muller                                                      | | de oprichting van een sleeptank | 1918-1920        |                                              | | | [ 18 ]      |                    |
| Staatscommissie-Oppenheim (1918-1920) | Jacques Oppenheim                                                | | Algehele herziening van de gemeentewet | 1918-1920        | 1918-12-06 No.7                              | | | [ 19 ]      |                    |
| Staatscommissie-Röell |                                                                  | o.a. Schaper | Bestrijding tuberculose | 1918-1922        |                                              | | |             |                    |
| Staatscommissie Zuiderzee | Hendrik Antoon Lorentz                                           | Wortman (plv vz), Van Everdingen (plv vz), Stoel (secr), Du Croix, Gallé, Gockinga, Kooper, Lely, Van Loon, Luymes, De Muralt, Phaff, Reigersman, Van der Stok, Van Vlissingen, Wouda, Wijtenhorst                                                                                                   | het onderzoeken van de gevolgen van de afsluiting van de Zuiderzee met betrekking tot waterstanden en golfoploop | 1918-?           | 04-07-1918 no.30                             | | | [ 9 ]       |                    |
| Staatscommissie bioscoopgevaar | R.B. Ledeboer, W.W. van der Meulen                               | Bemelmans, van Dijck, de Graaf, ter Hall, Hugenholtz-Zeeven, Limburg, Van der Meulen, Van der Molen Tz., Treussart, Veenstra | maatregelen die vanuit de overheid dienen te worden genomen om het zedelijke en maatschappelijk gevaar te bestrijden dat aan bioscoopvoorstellingen verbonden is. | 1918-1927        | 02-11-1918 no.110                            | | leidde tot de invoering van de Bioscoopwet | [ 8 ] [ 9 ] |                    |
| Staatscommissie-Raaijmakers | P. J. Raaijmakers                                                | o.a. Van Beusekom, Coenen, Van Duin, Van Geelen, Guit, Harrebomée, Van der Have, Van Hinte, Huberts, de Jongh, Kempenaar, Kempers, Koenot, Köster Henke, Michielsen, Lommen, Luberti, Van Poelje, Roodenburg, Verschuur, Wesselingh                                                                  | de bezoldiging van burgemeesters en gemeente-ambtenaren | 1918-?           | 09-12-1918 no.69                             | | in ieder geval in functie tot 1925, maar had haar eindverslag toen al ingediend.                                                                                  | [ 9 ]       |                    |
| Staatscommissie voor de Waterstaatwetgeving |                                                                  | o.a. Lovink | Waterstaatwetgeving | 1918-1938        |                                              | | |             |                    |
| Staatscommissie-Bruins |                                                                  | o.a. Hermans | de duurte van levensbehoeften | 1919             |                                              | | |             |                    |
| Staatscommissie inzake de poenale sanctie |                                                                  | o.a. Haazevoet, Schaper | Poenale sanctie | 1919             |                                              | | |             |                    |
| Staatscommissie-Koolen |                                                                  | o.a. Kupers | ziekteverzekering van arbeiders | 1919 - ?         |                                              | | |             |                    |
| Staatscommissie-Diepenhorst | prof.mr. P.A. Diepenhorst                                        | Deckers, Mansholt, Meyers, Witlox | het pachtvraagstuk | 1919-?           | 12-03-1919 no.10                             | 1923                                                                                                 | in ieder geval in functie tot 1928 | [ 8 ] [ 9 ] |                    |
| Staatscommissie-Van der Lande / Staatscommissie voor het alcoholvraagstuk                                                                               | Jan van der Lande                                                | o.a. Amelink, Van Beresteyn, Van den Bovenkamp, Bruins, Gerhard, Van Groningen, Hermans, Kupers, Maas, Van der Meulen, Van Ogtrop, Richters, Van Rijzewijk, Rutgers (onder-voorzitter), Schürmann, Simonis, Slotemaker de Bruine, Snijder van Wissenkerke, Söhngen, Staalman, Struycken, Tak, Waller | Alcoholvraagstuk | 1919-?           | 06-03-1919 no.16                             | | in ieder geval in functie tot 1925 | [ 9 ]       |                    |
| Staatscommissie-Bosch | J.A.A. Bosch                                                     | Bajema, Van Beurden, Goedhart, Kakebeeke, Kooistra, Libourel, Van Lingen, Gezelle Meerburg, Mulder, Nijkamp H.Gzn., Obbink, Polak, Simons, Sloos, Truijen, Warnaar, Zaaijer, Molier, Semplonius | Onderzoeken of wijziging van de Wet tot regeling der coöperatieve vereenigingen wenselijk is | 1919-?           | 08-07-1919 no.35                             | | in ieder geval in functie tot 1925 | [ 9 ]       |                    |
| Staatscommissie inzake burgerlijke wetgeving | Joseph Limburg                                                   | o.a. Coninck Westenberg, Grosheide, Heemskerk, Van der Heyden, Loeff, Mendels, Michiels van Kessenich, Molengraaff, Molier, Offerhaus, Polak, du Pui, Rutgers, Scheltema, Schönfeld-Polano, Segers, Semplonius, Suijling, Veegens, Van der Vegte, Visser, Visser van IJzendoorn                      | Wijziging of aanvulling van het Burgerlijk Wetboek, het Wetboek van Koophandel, de Faillissementswet en het Wetboek van Burgerlijke Rechtsvordering alsook de Minister van Justitie van advies te dienen over onderwerpen van privaatrechtelijke aard.                                                                      | 1919-1927        | 13-09-1919 no.51, gewijzigd 22-05-1924 no.31 | | | [ 8 ] [ 9 ] |                    |
| Staatscommissie inzake het luchtverkeer | Jan Kan; Johann Peter August Laman de Vries                      | Van den Berch van Heemstede, Remijnse, Collard, Van Everdingen, Gelinck, Van Ginkel, Van Heeckeren, Heldring, Van Loon, De Menthon Bake, Plesman, Schönfeld, Stephan, Veder, Verbeek, Walaardt Sacré, Wolff                                                                                          | de te nemen voorzieningen omtrent de luchtvaart | 1919-?           | 26-11-1919 no.38                             | | | [ 8 ] [ 9 ] |                    |
| Staatscommissie-Nolens | Wiel Nolens                                                      | Baas Kzn., Bierema, Blomjous, Bruins, Croll, Dekker, Gerbrandy, Hermans, Van den Heuvel, Jakobs, Kuiper, Marchant, van Schaik, Schaper, Smeenk, Spanjaard, Stenhuis, Stork, Stulemeijer, Treub, Verheggen, de Vooys, van der Waerden, Wibaut                                                         | Het socialisatie-vraagstuk | 1919-?           | 11-03-1920 no. 5x?                           | | | [ 9 ]       |                    |
| Staatscommissie-Rink/Pop | Pieter Rink; Willem Frederik Pop                                 | de Vos van Steenwijk, de Monté verLoren, Oud, Fruytier, Zuyderhoff; Fentener van Vlissingen, Kalff, Van Royen, De Vooys, Westerman | Advisering omtrent en het doen van voorstellen voor bezuinigingen op de staatsdiensten | 1920-?           | 20-12-1920 no.81, gewijzigd 29-09-1925 no.32 | | | [ 8 ] [ 9 ] |                    |
| Staatscommissie-Limburg | Joseph Limburg                                                   | Brinkhorst, Donker, Gelinck, Van Goor, Köhler, Van Loon, Marinkelle | Een verbeterde scheepvaartweg van Amsterdam naar de Boven-Rijn | 1921-?           | 07-01-1921 no.30                             | | | [ 8 ] [ 9 ] |                    |
| Staatscommissie-Vissering | Gerard Vissering                                                 | Bredius, Bruins, Fremery, Gerritsen, Hofstede de Groot, Suermondt Lzn., Vester | Herziening van het muntwezen in Nederland en Nederlandsch-Indië | 1921-1926?       | 06-04-1921 no.19                             | 06-03-1926                                                                                           | | [ 8 ]       |                    |
| Staatscommissie-Van Lynden van Sandenburg (1921-1925)                                                                                                   | Alex van Lynden van Sandenburg                                   | van Beresteyn, Bongaerts, Gelderman, de Kanter, Lohr, Maas, Noome, van Rossem, Rutgers, Schönfeld, Johan Gerard Bellaar Spruyt, van der Waerden | Electriciteitsvoorziening | 1921-1925        | 30-05-1921 no.96                             | | | [ 9 ]       |                    |
| Staatscommissie-Van Lynden van Sandenburg (1921-1927)                                                                                                   | Alex van Lynden van Sandenburg                                   | o.a. Van Aalten, Van Boeyen, Doorninck, Jonker, Patijn, Steinweg, Van den Tempel, Treub, De Wilde | Financiële verhouding tussen het Rijk en de Gemeente | 1921-1927        | 18-08-1921                                   | 08-2027                                                                                              | Aanbevelingen zijn door de regering niet overgenomen. | [ 8 ]       |                    |
| Staatscommissie-Anema | Anne Anema                                                       | | Kerkgenootschappen | 1921-1922        |                                              | | |             |                    |
| Staatscommissie-instandhouding van de Zeemacht | Coenraad van der Voort van Zijp; Reinhardt Snoeck Henkemans      | Van de Bilt, de Muralt, Brautigam, Bijleveld, Gerritsen, OudAdviserend: de Josselin de Jong, Meijneke, Prillevitz, de Wijs, Wijmans | Bekostiging van de instandhouding van de zeemacht | 1922-?           | 24-01-1922 no.25                             | | | [ 8 ] [ 9 ] |                    |
| Staatscommissie-Patijn / Vlootcommissie | Rudolf Johan Hendrik Patijn                                      | van Brink, Gooszen, Hasselman, Swart, Trip, Zuyderhoff | onderzoek in welk tempo de vlootwet uitgevoerd moest worden | 1922-1923        | 21-11-1922 no.51                             | | | [ 9 ]       |                    |
| Staatscommissie-Colijn/Lorentz | Hendrik Colijn                                                   | Anema, Bouman, Hoogveld, Kouwer, Lely, Schokking, Slotemaker de Bruine, Symons, Vissering, van Wijnbergen | kostenbesparing in het hoger onderwijs | 1923-1924        | 24-02-1923 no.8                              | | | [ 9 ]       |                    |
| Staatscommissie-Patijn | Rudolf Johan Hendrik Patijn                                      | Bongaerts, Braambeek, Fentener van Vlissingen, Kalff, Pos, van der Vegte, van den Broek (secr) | de organisatie van het vervoer | 1923-1936        | 12-05-1923 no.40                             | | | [ 8 ] [ 9 ] |                    |
| Staatscommissie-Lovink | Hermanus Johannes Lovink                                         | | Kosten en baten van het Zuiderzeeproject | 1924             |                                              | | |             |                    |
| Staatscommissie-Ruijs de Beerenbrouck | Charles Ruijs de Beerenbrouck                                    | o.a. Van Dijk | De radio-omroep | 1925-?           |                                              | | |             |                    |
| Staatscommissie-Rutgers (1925) | Victor Henri Rutgers                                             | o.a. Albarda, Casimir, Van Doorninck, Fockema Andreae, Hoogstra, Keysers, Kolkert, Tilanus, Van Wijnbergen | De ontwikkeling van het bijzonder voorbereidend hoger en middelbaar onderwijs en het verband met het personeel van de rijksscholen, gemeentescholen en bijzondere scholen | 1925-1930        | 16-01-1925 no.10                             | 11-05-1927                                                                                           | | [ 8 ]       |                    |
| Staatscommissie-Rutgers (1926) | Victor Henri Rutgers                                             | Ketelaar, Gerhard, Van der Grinten, de Jong, Jonker, Polak, Rutgers van Rozenburg, Terpstra, Tilanus, Westerman, Van Wijnbergen | bekostiging van het lager onderwijs | 1926-?           | 02-07-1926                                   | | | [ 8 ]       |                    |
| Staatscommissie-Vissering | Gerard Vissering                                                 | o.a. Van den Heuvel, Lovink | Uitgifte landbouwgronden in de nieuwe Zuiderzeepolders | 1926-1930        |                                              | | |             |                    |
| Staatscommissie-Deckers | o.a. Ebels                                                       | o.a. Ebels | bodemprijzen/productiekosten in de land- en tuinbouw | 1927-1933        |                                              | | |             |                    |
| Staatscommissie-Van Wijnbergen | Anthonius van Wijnbergen                                         | Smeenge, Gordeau, Groeneweg, Jansen, Katz, Meijer, v.d. Molen Tz., Vorrink, de Vries | Gelijktrekking van de bekostiging en regulering van het aanvullend onderwijs | 1927-?           | 07-03-1927 no.5                              | | | [ 8 ]       |                    |
| Staatscommissie-Van Doorninck |                                                                  | o.a. Van den Heuvel | Centralisatie middenstands- en kredietwezen | ?1927-?          |                                              | | |             |                    |
| bezuinigingscommissie-Welter |                                                                  | o.a. Westerman | verlaging van het peil der rijksuitgaven | 1930-1931        |                                              | | |             |                    |
| Staatscommissie-Rutten |                                                                  | | Bedrijfsorganisatie in de mijnindustrie | 1933-1945        |                                              | | |             |                    |
| Staatscommissie-De Wilde | Jacob Adriaan de Wilde                                           | o.a. van Schaik, Aalberse, Albarda, Anema, Van den Bergh, Bierema, de Geer, van der Heyden, Joekes, Kranenburg, de Savornin Lohman, Schouten, de Vos van Steenwijk | Grondwettelijke bepalingen over onder meer vrijheid van drukpers, de schadeloosstelling en het pensioen van Tweede Kamerleden, de benoeming van ministers zonder portefeuille, instelling van een (derde) Kamer voor het bedrijfsleven, maatregelen tegen revolutionaire volksvertegenwoordigers en de herzieningsprocedure | 1936             |                                              | | |             | Wikidata:Q19973815 |
| Staatscommissie inzake concentratie van scholen voor bijzonder lager onderwijs                                                                          | Jan Rudolph Slotemaker de Bruïne                                 | | Concentratie van scholen voor bijzonder lager onderwijs | 1936             |                                              | | |             |                    |
| Staatscommissie-Frederiks | Karel Johannes Frederiks                                         | Andriessen, Bakker, Bakker Schut, Beckers, Drees, Van der Drift, De Graeff, De Jonge van Ellemeet, Van der Kaa, Mulder, Van der Schaar, Scheffer, Tjalma, Wilkens, Kouwenhoven (secr.) en Van Rooy (adj.-secr.)                                                                                      | Wijziging van de Woningwet | 1938-?           | 16-02-1938, nr. 25                           | | |             |                    |
| Staatscommissie-Romme | Carl Romme                                                       | o.a. Van den Bergh | Vaccinatie | 1938-?           |                                              | | |             |                    |
| Staatscommissie-Van Bruggen |                                                                  | o.a. Kupers | verzekering kleine zelfstandigen | 1940 - 1942      |                                              | | |             |                    |
| Staatscommissie-Vorrink |                                                                  | o.a. Van den Heuvel | het annexatie-vraagstuk | 1945-?           |                                              | | |             |                    |
| Staatscommissie Beel I | Louis Beel                                                       | | het onderzoeken van een andere wijze van grondwetsherziening | 1946             | 22-02-1946                                   | april 1946                                                                                           | |             |                    |
| Staatscommissie-Couvée |                                                                  | | socialisatie van de vier particuliere mijnen in Limburg | 1946-?           | 26-11-1946                                   | | |             |                    |
| staatscommissie-Van Heuven Goedhart | Gerrit-Jan van Heuven Goedhart                                   | | Coördinatie van de overheidsvoorlichting | 1946-1947        |                                              | | |             |                    |
| Staatscommissie-Reinink |                                                                  | o.a. Rutten | Reorganisatie van het hoger onderwijs | 1946-1948        |                                              | | |             |                    |
| Staatscommissie-De Monchy |                                                                  | o.a. Van den Bergh | Administratieve rechtspraak overheidsbeschikkingen | 1946-1950        |                                              | | |             |                    |
| Staatscommissie-Fockema Andreae |                                                                  | | Bezettingsrecht | 1946-?           | 21-01-1946, nr. 53                           | | |             |                    |
| Staatscommissie-Van Walsum | s'Jacob (tot 1958) De Vries van Walsum (vanaf 1958)              | | onderzoek van de financiële verhouding tussen kerk en staat in verband met een mogelijke herziening van de grondwet | 1946-1967        | 21-05-1946, nr. 46                           | 22-2-1967 (Rapport)                                                                                  | | Rapport     |                    |
| Staatscommissie Beel II | Louis Beel                                                       | o.a. Romme, Stokvis | herziening van de structuur van het Koninkrijk | 1947 - 1948      | 29-09-1947                                   | maart 1948                                                                                           | |             |                    |
| Staatscommissie-Van den Bergh | George van den Bergh                                             | o.a. Kupers | herziening Woningwet | 1947-1950        |                                              | | |             |                    |
| Staatscommissie Vervanging Armenwet |                                                                  | | Vervanging Armenwet | 1947-1954        | 12-04-1947                                   | | |             |                    |
| Defensiecommissie |                                                                  | | operationeel functioneren van de krijgsmacht | 1948-1975        | 12 mei 1948                                  | 2 mei 1975                                                                                           | Opvolger van de Legercommissie en de Vlootcommissie |             |                    |
| Commissie Belastingvereenvoudiging | Willem Hendrik van den Berge                                     | | Belastingvereenvoudiging | 1948-?           |                                              | | |             |                    |
| Staatscommissie-Muntendam | Piet Muntendam                                                   | | Kankerbestrijding | 1948-?           |                                              | | |             |                    |
| Staatscommissie tot herziening der pensioenwetgeving |                                                                  | | onderzorken of een herziening (vereenvoudiging) van de pensioenwetgeving gewenst is | 1949-1957        | 22-06-1949                                   | | |             |                    |
| Staatscommissie-Tinbergen |                                                                  | | Sanering zeevisserij | 1950-1953        |                                              | | |             |                    |
| Staatscommissie-Van Schaik | Josef van Schaik                                                 | Van Maarseveen, Kranenburg, Beel, Kan, Van der Grinten, Van den Bergh, Debrot, Donner, François, Van der Goes van Naters, Gorsira (tot 1951), Hooykaas, Jonkman, Kernkamp (tot 1953), Kranenburg (tot 1953), Logemann, Molenaar, Oud, Pos, Revers, Romme, Rutgers, Schouten, Tilanus, Witteman       | Herziening van de grondwet in verband met de dekolonisatie, de komst van internationale organen en maatschappelijke ontwikkelingen | 1950 - 1954      | 17 april 1950                                | 06-01-1954                                                                                           | Een interim-rapport verscheen in 1951 |             | d:Q14740401        |
| Staatscommissie-Kranenburg | Roelof Kranenburg                                                | | Status van de ambtenaren | 1952-?           |                                              | | |             |                    |
| Staatscommissie Wijziging Verdrag van Chicago 1944 |                                                                  | | Wijziging Verdrag van Chicago 1944 inzake burgerlijke luchtvaart | 1952-1956        |                                              | | |             |                    |
| Deltacommissie | August Godfried Maris                                            | o.a. de Blocq van Kuffeler, van Kretschmar van Veen, Mesu, Nijhoff, Ringers, Thijsse, van Veen | Welke maatregelen er noodzakelijk waren om een volgende watersnoodramp te voorkomen | 1953 - 1960      |                                              | | De eerste conclusies verschenen al in mei 1953. |             |                    |
| Staatscommissie-Teulings/Donner | Frans Teulings (tot 1953), Jan Donner (vanaf 1953)               | o.a. Van den Bergh, Van den Heuvel | Het Kiesstelsel en wettelijke regeling der politieke partijen | 1953-1958        | 23-01-1953                                   | | |             |                    |
| Staatscommissie-Kranenburg | Roelof Kranenburg                                                | o.a. Romme | nadere Grondwetswijziging betreffende de buitenlandse betrekkingen | 1954-1955        |                                              | | |             |                    |
| Staatscommissie-Van der Grinten |                                                                  | | de voorbereiding van wettelijke regelingen inzake het accountantswezen | 1954-1959        |                                              | | |             |                    |
| Staatscommissie-Cals/Donner | Jo Cals & André Donner                                           | Albrecht, Cramer, Daudt, Fortanier-de Wit, Gruijters, van der Hoeven, Jeukens, Kan, Meuwissen, de Pous, Prins, Scholten, Simons, Verbrugh, Witte | Algehele herziening van de Grondwet | 1967 - 1971      | 26-08-1963                                   | 19-09-1969 29-03-1971                                                                                | Drie eindrapporten opgeleverd. Zie ook Grondwetsherziening van 1983                                                                                               |             | d:Q2180117         |
| Staatscommissie Medische Beroepsuitoefening |                                                                  | | Medische beroepsuitoefening | 1967-1973        |                                              | | |             |                    |
| Staatscommissie-Veldkamp |                                                                  | o.a. van den Berge | Vereenvoudiging en codificatie sociale-zekerheidswetgeving | 1967-1982        | 28-07-1967 28-02-1969                        | | Ingesteld in 1967, en opnieuw ingesteld in 1969 met dezelfde opdracht                                                                                             |             |                    |
| Staatscommissie-Toxopeus |                                                                  | | toelaatbaarheid van collectieve acties van het overheidspersoneel (rechtskarakter van de ambtenaarsverhouding) | 1970-1973        |                                              | 1973                                                                                                 | |             |                    |
| Staatscommissie-Koopmans |                                                                  | | Bescherming van persoonsgegevens | 1972-1976        | 21-02-1972                                   | | |             |                    |
| Staatscommissie-Muntendam | Piet Muntendam                                                   | | bevolkingsvraagstukken | 1972-1977        |                                              | | |             |                    |
| Staatscommissie-Mommersteeg | Joep Mommersteeg                                                 | | Personeelsvoorziening voor de krijgsmacht (vrijwilligersleger) | 1975-1978        |                                              | 1976                                                                                                 | |             |                    |
| Staatscommissie herziening rechterlijke organisatie |                                                                  | | Het duidelijker scheiden van de taken van de verschillende rechterlijke organisaties | 1976-?           |                                              | | |             |                    |
| Staatscommissie-Kleijn |                                                                  | | Wettelijke regelingen met betrekking tot architectenbescherming | 1980-1987        |                                              | | |             |                    |
| Staatscommissie-Biesheuvel | Barend Biesheuvel                                                | | relatie kiezers-beleidsvorming | 1982 - 1985      | 17-05-1982                                   | | Technisch geen grondwetscommissie, maar had er wel verband mee. Adviseerde tot invoering van het correctief referendum. Tussenrapport in 1984.                    |             | d:Q14378690        |
| Staatscommissie euthanasie |                                                                  | | euthanasie en het verlenen van hulp bij zelfdoding | 1982-1986        | 18-10-1982                                   | 1985                                                                                                 | |             |                    |
| Staatscommissie-Elzinga | Douwe Jan Elzinga                                                | Alders, Bruins Slot, Rosenthal, Vis, van den Berg, ten Berge, Groen, Groen, van Oorschot, Stuiveling, de Vet, van der Vlies, Vonhoff | Dualisme en lokale democratie | 1998 - 2000      | 30 september 1998                            | 1999 (Rapport)                                                                                       | Het advies leidde tot de wet dualisering gemeentebestuur | Rapport     |                    |
| Commissie-Wallage |                                                                  | | Toekomst van de overheidscommunicatie | 2000-2001        | 25-04-2000                                   | 2001                                                                                                 | |             |                    |
| Staatscommissie duurzame kustontwikkeling | Cees Veerman                                                     | Bakker, van Duijn, Fresco, Heidema, Kabat, Metz, van Oord, Stive | Duurzame kustontwikkeling | 2007 - 2008      |                                              | | |             | d:Q1809748         |
| Staatscommissie-Thomassen | Willy Thomassen                                                  | Besselink, Claes, Gerards, Conçalves, Kortmann, de Lange, Oomen, Overkleeft, de Vries | De toegankelijkheid van de grondwet en de verhouding tussen grondrechten en uit verdragen voortvloeiende rechten | 2009 - 2010      |                                              | | |             | d:Q14740383        |
| Staatscommissie herijking ouderschap | Aleid Wolfsen                                                    | de Beaufort, Braad, Eusman, Hermanns, Ibili, Koens, Liefaard, Nuytinck, Poortman | vraagstukken rond afstamming, het meerouderschap, meeroudergezag en het draagmoederschap | 2014-2016        |                                              | | |             | d:Q19973806        |
| Staatscommissie parlementair stelsel | Johan Remkes                                                     | van Baalen, Janse de Jonge, Kohnstamm, Koole, Lagerwerf-Vergunst, van der Meer, Quik-Schuijt | Of er veranderingen nodig zijn in het parlementaire stelsel en de parlementaire democratie | 2017-?           |                                              | | | [ 23 ]      |                    |
| Staatscommissie Demografische ontwikkelingen 2050 | Richard van Zwol                                                 | Sie Dhian Ho, de Valk, van Ark, Scheffer, Huizinga, Pastors, Elffers, Alkemade, Waldring, Essafi, van Vuuren, van Zoelen | Onderzoekt wat de komende drie decennia de maatschappelijke gevolgen zijn van veranderingen in de bevolking. | 2022 - ?         |                                              | 14-01-2024 "Gematigde groei"                                                                         | Ingesteld op verzoek Tweede Kamer, motie Liane den Haan c.s | [ 25 ]      |                    |
| Staatscommissie tegen Discriminatie en Racisme | Joyce Sylvester                                                  | Gerards, Ghebreab, Ghorashi, Scheepers, Stoové, Terlouw, Zanoni | Het onderzoek richt zich op alle sectoren van de samenleving, inclusief een doorlichting op discriminatie en etnisch profileren binnen de overheid. Op basis van het onderzoek zal de Staatscommissie de regering adviseren over verbetering van beleid en regelgeving om discriminatie en racisme tegen te gaan.           | 2022 - ?         |                                              | | | [ 26 ]      |                    |
| Staatscommissie Rechtsstaat | Henk Kummeling                                                   | González Pérez, Abdoeljamil, Yesilkagit, Numann, Vendrik, Çapkurt, Vliet en Hertogh | Het functioneren van de rechtsstaat analyseren en voorstellen doen voor versterking van de rechtsstaat. Met extra aandacht voor bescherming van burgers tegen onvoorziene en ongewenste gevolgen van overheidsmaatregelen.                                                                                                  | 2022-2024        |                                              | 10-06-2024 "De gebroken belofte van de rechtsstaat: tien verbetervoorstellen met oog voor de burger" | | [ 28 ]      |                    |
| Staatscommissie MDMA | Brigit Toebes                                                    | Van den Brink, Kolthoff, Vermetten, De Jonge, Gresnigt | De status van XTC (MDMA) in het kader van de volksgezondheid te onderzoeken en advies uit te brengen over de voor- en nadelen van medicinaal gebruik, met een analyse van risico’s voor de gezondheid, preventie en de Europese context en relevante verdragen.                                                             | 2023-2024        | 11-01-2024, nr. 202400001                    | 06-06-2024 "Voorbij de extase"                                                                       | Voornemen tot instelling aangekondigd in het coalitieakkoord Omzien naar elkaar, vooruitkijken naar de toekomst (2021)                                            | [ 30 ]      |                    |

Commissies die veel weg hadden van staatscommissies:
| Naam commissie                           | Voorzitter        | Overige leden | Onderwerp | Periode     | Opmerkingen                                                                     |
| ---------------------------------------- | ----------------- | ------------- | --- | ----------- | ------------------------------------------------------------------------------- |
| Werkgroep Proeve van een nieuwe Grondwet | ?                 |               | opstellen van een proeve voor een nieuwe grondwet | 1963 - 1966 |                                                                                 |
| Commissie-De Koning                      | Jan de Koning     |               | kiesstelsel voor de Tweede Kamer, de positie en verkiezing van de minister-president, de kabinetsformatie, de termijn van verkiezingen, het kiesstelsel voor de Eerste Kamer en een terugzendrecht voor de Eerste Kamer | 1990 - 1991 | Het advies leidde slechts tot een vergroting van de invloed van voorkeurstemmen |
| Nationale Conventie                      | Rein Jan Hoekstra |               | Herstel van vertrouwen tussen burger en politiek | 2006        |                                                                                 |